# Beate Maly
Pour les articles homonymes, voir Maly, Baldini et Jansen.
Beate Maly (née en 1970 à Vienne) est une autrice autrichienne qui publie également sous les pseudonymes Laura Baldini et Lina Jansen.

## Biographie
Beate Maly a suivi une formation comme maîtresse d´école. Elle a d'abord travaillé comme telle et a publié des histoires pour enfants, des livres pour enfants et des livres spécialisés pour pédagogues. En 2007, elle a reçu la bourse des auteurs de Vienne pour le brouillon de son premier roman historique Die Hebamme von Wien, qui a été publié par Ullstein Verlag, fin 2008. Grâce à la bourse, elle a fait une pause dans la maternelle ou elle travaillait et, en plus du roman, a également suivi une formation supplémentaire en tant qu´aide pédagogique (intégration précoce). Depuis, elle travaille peu d´heures en tant qu´aide pédagogique avec des enfants atteints de trouble du spectre de l'autisme, dans lesquels elle s´est spécialisés. Le reste de son temps, elle le passe à écrire . Elle a fait un Master à l´université de Vienne. Beate Maly est mère de trois enfants, divorcée et vit à Vienne.
Son roman Mord auf der Donau a été nommé pour le prix Leo Perutz en 2019. Elle a reçu le prix d´argent Homer 2021 pour le roman historique Lehrerin einer neuen Zeit, qu'elle a publié sous le pseudonyme de Laura Baldini.  Sous le pseudonyme de Lina Jansen, elle publie en 2022 le roman d'aventure Fräulein Stinnes und die Reise um die Welt sur la vie de Clärenore Stinnes.

## Œuvres

### Romans historiques
- 2008: Die Hebamme von Wien, Ullstein Taschenbuch,  (ISBN 9783548280042)
- 2010: Die Zeichenkünstlerin von Wien, Ullstein Taschenbuch,  (ISBN 9783548281940)
- 2011: Die Hebamme und der Gaukler, Ullstein Taschenbuch,  (ISBN 9783548283357)
- 2012: Das Sündenbuch, Ullstein Taschenbuch,  (ISBN 9783548284644)
- 2013: Der Fluch des Sündenbuchs, Ullstein Taschenbuch,  (ISBN 9783548284651)
- 2014: Die Donauprinzessin, Ullstein Taschenbuch,  (ISBN 9783548286419)
- 2015: Der Raub der Stephanskrone, Ullstein Taschenbuch,  (ISBN 9783548287140)
- 2016: Die Donauprinzessin und die Toten von Wien, Ullstein Taschenbuch,  (ISBN 9783548287997)
- 2017: Die Salzpiratin, Ullstein Taschenbuch,  (ISBN 9783548288543)
- 2019: Lottes Träume, Blanvalet, München,  (ISBN 9783734107320)
- 2020: Lehrerin einer neuen Zeit (als Laura Baldini), Piper, München,  (ISBN 9783492062404)
- 2020: Elsas Glück, Roman, Blanvalet, München 2020,  (ISBN 9783734109232)
- 2021: Fräulein Mozart und der Klang der Liebe, Roman, Ullstein Taschenbuch, Berlin 2021,  (ISBN 9783548063904)
- 2022: Fräulein Stinnes und die Reise um die Welt (als Lina Jansen), Roman, Blanvalet, München,  (ISBN 9783764507961)
- 2022: Die Frauen von Schönbrunn, Ullstein, Berlin,  (ISBN 9783548064710)

### Romans policiers historiques
- 2016: Tod am Semmering, Emons Verlag,  (ISBN 9783954519958)
- 2017: Tod an der Wien, Emons Verlag,  (ISBN 9783740802219)
- 2018: Mord auf der Donau, Emons Verlag,  (ISBN 9783740804565)
- 2019: Tod in Baden, Emons Verlag,  (ISBN 9783740806590)
- 2020: Mord im Auwald, Emons Verlag,  (ISBN 9783740809188)
- 2021: Mord auf dem Eis, Emons Verlag,  (ISBN 9783740812027)
- 2022: Mord auf der Trabrennbahn, Emons Verlag,  (ISBN 9783740815851)
- 2022: Aurelia und die letzte Fahrt – Ein historischer Wien-Krimi, DuMont Verlag,  (ISBN 9783832181703)

### Livres pour enfants
- 1999: Der allerschlimmste Tag, Pestalozzi-Verlag, 1999,  (ISBN 9783614574914)
- 2000: Inlineskates für Timo, Pestalozzi-Verlag, 2000,  (ISBN 9783614574921)
- 2002: Darf ich bei euch schlafen?, Kerle-Verlag, Freiburg 2002,  (ISBN 9783451704680)

### Manuels scolaires
- 1998: Im Kindergarten das Jahr erleben, Verlag Ernst Kaufmann,  (ISBN 9783780624673)
- 2000: Feste feiern wie sie fallen: Ein Streifzug durch das Kirchenjahr, Tyrolia Verlagsanstalt, 2000,  (ISBN 9783702223380)
- 2001: Wir entdecken den Garten, Illustrationen von Bärbel Witzig, Verlag Ernst Kaufmann, 2001,  (ISBN 9783780625496)
- 2014: Wir sind jetzt alle ... Hexen und Zauberer!, Ideen und Spiele für die Praxis, Hase und Igel Verlag,  (ISBN 9783867608886)